# انحلال یگان ویژه مبارزه با سرقت
انحلال یگان ویژه مبارزه با سرقت (انگلیسی: End SARS) یک جنبش اجتماعی در کشور نیجریه و کمپینی است که در توئیتر با هشتک انحلال SARS آغاز شد و با اعتراضات در سراسر نیجریه و بین‌المللی گسترش پیدا کرد و در آن خواستار انحلال یگان ویژه ضد سرقت که یک جوخه پلیس نیجریه است شدند. این هشتک #ENDSARS طی روزهای ۹ تا ۱۱ اکتبر ۲۰۲۰، ۲۸ میلیون بار توییت شد.
گروه ویژه مبارزه با سرقت در ۱۹۹۲ ایجاد شد و به جرم اقدامات خشونت‌آمیز در لاگوس متهم شد. این جوخه پلیس به عنوان یک تیم ۱۵ نفره لباس شخصی به شکل غیرعلنی به فعالیت ترور و ارعاب و تحقیر، بازداشت غیرقانونی، قتلهای غیرقانونی و اخاذی مشغول بوده و با دو اتوبوس به سفر در نیجریه می‌پرداخته‌است.